# Stadio Dietmar Hopp
Lo stadio Dietmar Hopp (in tedesco Dietmar-Hopp-Stadion) è un impianto sportivo tedesco di Sinsheim (Baden-Württemberg), sede degli incontri interni della seconda squadra maschile e della prima femminile del TS 1899 Hoffenheim.
Tra il 1999 e il 2008 ospitò anche la prima squadra maschile del club.
Lo stadio prende il nome da Dietmar Hopp, proprietario dell'Hoffenheim, e finanziatore della struttura.

## Storia
Lo stadio è stato completato nel 1999, insieme a un vicino campo artificiale, per celebrare il 100º compleanno del club, sostituendo il campo sportivo e l'ex clubhouse lì precedentemente situati. Inizialmente offriva 5 000 posti per gli spettatori, dei quali 1 620 coperti. Lo stadio è stato inaugurato con una partita amichevole contro il Bayern Monaco. Nella stagione 2005-2006 del campionato regionale, assistette agli incontri casalinghi una media di circa 2 000 spettatori, e nella successiva, che ha portato la promozione in 2. Fußball-Bundesliga, la media di spettatori è salita a 3 000.
Al fine di soddisfare i requisiti della Deutsche Fußball Liga (DFL) per uno stadio di seconda divisione, nell'estate del 2007 sono stati avviati dei lavori di ristrutturazione e ampliamento dell'impianto. Da allora il Dietmar-Hopp-Stadium ha una capacità di circa 6 350 spettatori, 3 000 dei quali seduti. A parte i 350 posti in piedi sul rettilineo posteriore, tutti i posti sono coperti.
Parallelamente a questa conversione, la costruzione di uno stadio più grande sull'Bundesautobahn 6 a Sinsheim è iniziata nel 2007. Nel gennaio 2009, il club si è trasferito nella Rhein-Neckar-Arena, che può ospitare circa 30 000 spettatori; dopo la promozione del club in Bundesliga, le partite casalinghe sono state temporaneamente giocate al Carl-Benz-Stadion di Mannheim durante la prima metà della stagione 2008-2009.

## Utilizzo
Oltre alle partite del TSG 1899 Hoffenheim nella Verbandsliga, nella Oberliga, nella Regionalliga e nella 2ª Bundesliga, lo stadio Dietmar Hopp è stato anche sede di diverse partite della nazionale juniores, di una partita della DFB League Cup 2001 tra SC Freiburg e Borussia Dortmund e di un'unica partita della nazionale femminile, persa per 0-1 contro la Norvegia il 21 luglio 2004 davanti a 6.257 spettatori in vista delle Olimpiadi estive del 2004.
Lo stadio Dietmar Hopp continua a essere utilizzato dalla seconda squadra che gioca nella Regionalliga Südwest, dalle squadre giovanili del club e dalla squadra femminile, promossa in Bundesliga nel 2013.